# Воячек, Игнатий Каспарович
Игнатий Каспарович Воячек (собственно Гынек Воячек, чеш. Hynek Vojáček; 4 декабря 1825, Злин — 27 января (9 февраля) 1916, Петроград) — российский музыкант и музыкальный педагог чешского происхождения.
Сын органиста и собирателя народных песен Кашпара Воячека. Учился у своего отца, затем у органиста Йозефа Данека во Всетине. В 1838 г. поступил в школу Старобрненского монастыря, где среди прочего изучал музыку под руководством Готфрида Ригера и философию под руководством Франтишека Клацела; среди товарищей Воячека по монастырской школе был будущий композитор Алоис Гниличка. В 1845—1846 гг. продолжил изучение философии в Венском университете.
В 1846—1848 гг. работал домашним учителем у графов Бетлен в Якобштадте в Трансильвании. Затем, когда регион охватили волнения 1848 года и графский дом был разорён восставшими (причём погибли все сочинения, записи и обработки Воячека за три года), короткое время преподавал в Коложваре, после чего вернулся во Всетин, руководил концертами в замке Новый Светлов, затем до 1851 г. мужским хором в Брно, в этот период написал много хоровой церковной музыки. Всё это время занимался, как и его отец, сбором и обработкой музыкального фольклора, преимущественно славянского. В 1853 г. оказался в Вене, где познакомился познакомился с композитором Алексеем Львовым, пригласившим его на должность учителя музыки в дом генерала Евгения Самсонова, женатого на сестре Львова Надежде. После недолгой работы у Самсоновых в Бресте и преподавания там же в кадетском корпусе Воячек проследовал в Санкт-Петербург, где в 1855—1857 гг. состоял капельмейстером в Лейб-Гвардии Преображенском полку.
В 1857 г. поступил в оркестр Михайловского театра фаготистом и играл в этом оркестре на протяжении 50 лет. Одновременно сотрудничал как органист, а с 1870 г. и как дирижёр, с Мариинским театром. С 1863 года преподавал в Санкт-Петербургской консерватории сольфеджио и начала теории музыки, в 1866—1912 гг. профессор оркестровки, преподавал также в Николаевском институте. Одновременно продолжал работать как органист и дирижёр. Пропагандировал в России чешскую музыку. Поддерживая связь с Чехией, регулярно посещал её и переписывался с чешскими коллегами, в том числе (с 1905 г.) с Леошем Яначеком. Публиковал статьи о русской музыке в чешских журналах. 18 ноября 1862 г. Торжественная увертюра (чеш. Slavnostní předehra) Воячека прозвучала при открытии в Праге Временного театра, предшественника Национальной оперы.
В композиторском наследии Воячека важное место занимает опера «Пленница» (чеш. Zajatá; 1867, на сюжет из русско-шведской войны), ставшая, наряду с «Марией Потоцкой» Леопольда Мехуры, одним из первых чешских музыкальных произведений на русский сюжет и поставленная 15 марта 1869 г. в Праге (дирижировал Бедржих Сметана). Вторая опера Воячека, «Тамара, царевна грузинская», поставлена не была; кроме неё, Воячеку принадлежит детская опера «Лесные чары» (1903, по одноимённой детской пьесе Якова Полонского). В 1850—1860-е гг. Воячек опубликовал ряд фортепианных пьес, среди его многочисленных вокальных и хоровых сочинений — Реквием (1861) памяти Вацлава Ганки, кантаты «В горах» (чеш. Na horách; 1906) и «Марушка» (1907), обе на стихи Йозефа Калуса и посвящены памяти Франтишека Бартоша.
Сын — Владимир Воячек, военный медик. Дочь Людмила (1869—1953), российский музыкальный педагог, была замужем за композитором Александром Фридманом. Внучка от первого брака Людмила Воячкова-Ветче (чеш. Ludmila Vojačková-Wetche; 1872—1938) — пианистка и музыкальный педагог, ученица Антонина Дворжака, работала в Чехии и США.